# Mykhaïlo Drahomanov
Mykhaïlo Petrovytch Drahomanov (en ukrainien : Михайло Петрович Драгоманов), né le 6 septembre 1841[réf. nécessaire] à Hadiatch dans l’oblast de Poltava et mort le 20 juillet 1895 [réf. nécessaire] à Sofia en Bulgarie, est un idéologue, essayiste, économiste, historien, philosophe et ethnologue ukrainien. Il est le frère de Olena Ptchilka, le père de trois enfants dont Ariadna Trouch et l'oncle de Lessia Oukraïnka.

## Biographie
Né dans une famille de petite noblesse d'origine cosaque. Il a étudié à l'école régionale de sa ville natale, Gadyach. Mykhaïlo Drahomanov étudie à l'université de Kiev, où en 1864 il devient privat-docent puis 1873 docent, chargé des cours sur l'histoire ancienne. Tout en poursuivant une carrière universitaire, Mykhaïlo Drahomanov devient, en prenant part à ses activités, le leader de la société ukrainienne secrète : la Hromada de Kiev qui prend plus tard le nom de Vieille Hromada. Au cours de ses voyages à l'étranger il établit des contacts avec les Ukrainiens de Galicie. Sous son influence, le cercle académique russophile de Lviv est associé à la revue Druh et adopte un fonctionnement démocratique dès 1875. Mykhaïlo Drahomanov attire l’attention des cercles intellectuels de Russie par ses articles dans lesquels il critique la politique intérieure et extérieure de l'empire.
Mykhaïlo Drahomanov est une des premières victimes des mesures de répressions anti-ukrainiennes par le gouvernement russe et est licencié en 1875 de l'université de Kiev. Dès lors il s'installe en 1876 à Genève et devient porte-parole de la société secrète Hromada en Europe de l'Ouest. Aidé par Liakhotsky Antin, il publie le journal Hromada de Genève de 1878 à 1882 et une version de poche du Kobzar. 
C'est le premier journal moderne politique ukrainien. Durant cette période il habite la villa Revaclier, aujourd'hui détruite: une plaque posée rue Dancet 14 le rappelle. 
Il publie par ailleurs plusieurs brochures, la plupart en langue russe. Avec Serhii Podolynsky et Mykhaïlo Pavlyk, qui se joignent à lui pour quelque temps en Suisse, ils forment le Cercle de Genève. C'est l’embryon du socialisme ukrainien. Il s'efforce d'alerter l'opinion européenne sur le sort du peuple ukrainien en éditant diverses brochures et en publiant plusieurs articles en français, en italien et dans la presse suisse. Mykhaïlo Drahomanov joue également un rôle important au sein de la diaspora de l’empire. Ses contacts s’étendent jusque dans les cercles polonais, juifs, serbes, bulgares et roumains.
Une rupture se produit en 1886 entre Mykhaïlo Drahomanov et la Hromada de Kiev. Ce dernier groupe estime que l'activité politique à l'étranger risquait de provoquer et d'augmenter la répression anti-ukrainienne. Mykhaïlo Drahomanov divise également les émigrés de l'Empire russe par ses positions politiquement constitutionnalistes et émet de vives critiques envers les révolutionnaires russes « enclins à la dictature et au chauvinisme ». En Galicie, les adeptes de Mykhaïlo Drahomanov, comme Ivan Franko, Mykhaïlo Pavlyk et Ostap Terletsky, souffrent des persécutions de l'administration austro-polonaise et de l'ostracisme du clergé local de la société ukrainienne. Au milieu des années 1880 Mykhaïlo Drahomanov se retrouve isolé et privé de l'appui financier de la Hromada.
En 1889 Mykhaïlo Drahomanov accepte un poste de professeur à l'université de Sofia. Au cours de ses dernières années il voit la montée du parti radical ruthénien-ukrainien fondé en 1890 par ses adeptes de Galicie. Mykhaïlo Drahomanov, par l'intermédiaire de ses correspondances et de ses très nombreux articles dans la presse du parti les influence grandement. Il contribue également au mensuel de Londres, "Свободная Россия" ("La Russie libre"), fondé en 1889 par Vladimir Bourtzeff, sous la direction de Sergei Kravchinsky, qui a cessé de paraître après le troisième numéro .
Peu de temps après son déménagement en Bulgarie, Mykhaïlo Drahomanov contracte une maladie cardiaque. Il meurt et est enterré à Sofia.

## Héritage philosophique et politique
Mykhaïlo Drahomanov fut un remarquable idéologue ukrainien. Il étudia de manière approfondie les systèmes constitutionnels, culturels, internationaux et éducatifs. Il incita les intellectuels à éduquer la population, améliorer l'économique, participer à la vie politique. Il s’engagea également dans la critique littéraire. Les idées politiques de Mykhaïlo Drahomanov sont à la fois démocrates libérales, socialistes et empreintes de patriotisme. Philosophiquement, Mykhaïlo Drahomanov fut positiviste.
Influencé par Pierre Joseph Proudhon, Mykhaïlo Drahomanov envisageait l'objectif final du progrès de l'humanité comme un futur état de l'anarchie : une association volontaire d'individus libres et égaux avec l'élimination des caractéristiques autoritaires de la vie sociale. Il supposait que cet idéal pouvait être atteint par le fédéralisme et l'autonomie gouvernementale des communautés et des régions. Mykhaïlo Drahomanov insista sur l'importance des droits civiques et de la démocratisation des institutions politiques. Celles-ci devant construire une société sur des bases égalitaires, des valeurs humaines et universelles.
Mykhaïlo Drahomanov se déclarait lui-même socialiste sans toutefois souscrire à l'école de la pensée socialiste contemporaine. Ses engagements socialistes étaient d'ordre éthique : le souci de la justice sociale. Il avança lui-même un programme de réformes socio-économiques. Par exemple, il était favorable à l’établissement d’une législation sur les droits du travail et à mettre sur pied un impôt progressif sur le revenu. Bien que classé populiste, Mykhaïlo Drahomanov s'est opposé à certaines de ces formes, notamment la glorification des révoltes paysannes et le mépris envers les institutions libérales occidentales. Mikhaïlo Drahomanov rejetait le marxisme, en particulier l'interprétation matérialiste de l'histoire. D'une certaine manière, Mykhaïlo Drahomanov poursuivait la tradition démocratique et fédéraliste du mouvement décembriste des années 1820 en Ukraine. Il tenait à ce que l’Ukraine se lie aux mouvements progressistes occidentaux.
Du point de vue religieux, Mykhaïlo Drahomanov plaidait en faveur de la séparation de l'Église et l'État. Il montra un intérêt particulier pour le protestantisme, celui-ci lui apparaissant plus progressiste que le catholicisme ou l’orthodoxie. Il écrivit une série d'articles anticléricaux.

### Mykhaïlo Drahomanov et la question nationale
Mykhaïlo Drahomanov élabora des propositions visant à réorganiser sous forme démocratique la Russie. Il proposa notamment de garantir les droits civils, d'obtenir l'autogestion des entités régionales et locales et l'égalité des nationalités. Il préconisa pour ce faire, un front commun des libéraux modérés et des socialistes révolutionnaires contre l'autocratie.
Mikhaïlo Drahomanov estimait que l'indépendance de l'Ukraine n'était pas réaliste et son anarchisme philosophique ne lui permit d'envisager un État national comme étant un objectif. Il exhorta ses compatriotes à se concentrer sur la fédéralisation et la démocratisation des États russe et austro-hongrois qui, selon lui, laisseraient ensuite suffisamment d’espace pour un libre développement de la nation ukrainienne. Mikhaïlo Drahomanov affirmait que la libération nationale était indissociable de l'émancipation sociale.
Mykhaïlo Drahomanov soutenait l’accession des minorités à l'autonomie culturelle en Ukraine. Il était également favorable à la mise sur pied d'une collaboration entre les peuples d'Europe de l'Est, y compris avec les Russes. Il souligna toutefois l’importance à préserver l'indépendance organisationnelle du mouvement ukrainien. Mykhaïlo Drahomanov était opposé à l’expression du nationalisme ukrainien. Il désapprouvait la participation des Ukrainiens aux organisations révolutionnaires russes et condamna les méthodes terroristes.
Au niveau international, il se félicitait de la libération des Slaves du sud vis-à-vis de la Turquie. Néanmoins, dans le même temps, il mit en garde contre l'impérialisme tsariste dans les Balkans. Il a également critiqué l'oppression de la Russie en Ukraine et les revendications territoriales polonaises sur les terres à majorité ukrainienne. Il prit conscience des menaces qui pesaient sur l'Europe de l'Est, notamment la militarisation prussienne et le "jacobinisme" des groupes révolutionnaires russes.

### Durant l'indépendance ukrainienne
L’idéologie et l'héritage de Mikhaïlo Drahomanov furent en partie pris en compte dans l'orientation politique de la Rada centrale en 1917. L’idée d'une autonomie au sein d’une république russe fut notamment reprise. Elle reprit également des mesures politiques spécifiques, comme l'autonomie culturelle des minorités. Parmi les partis politiques de cette époque, le plus proche des idées de Mikhaïlo Drahomanov fut le parti ukrainien des socialistes fédéralistes (UPSF).

### De l'entre-deux-guerres à l'indépendance
Durant l’entre-deux-guerres, les représentants du mouvement nationaliste intégral ukrainien (voir Dmytro Dontsov) l’accusèrent d'être moralement responsable de l'échec de la lutte pour l'indépendance ukrainienne (1917-1920). Avec l'avènement du stalinisme, Mykhaïlo Drahomanov fut défini comme un petit bourgeois libéral et un nationaliste ukrainien.
Trente ans plus tard, un intérêt nouveau pour Mykhaïlo Drahomanov fit surface. Cela aboutit à l'édition, en 1970, de ses œuvres qui furent toutefois soigneusement sélectionnées. L'accession de l'Ukraine à l'indépendance permit d'éditer les œuvres qui étaient restées jusque-là censurées.